# Walking on a Dream
Walking on a Dream – debiutancki album australijskiego duetu Empire of the Sun.
Album zadebiutował na pozycji 8 australijskiego notowania ARIA i 21 brytyjskiego notowania UK Album Chart sprzedając się w ilości 10 751 kopii.
Pierwotna nazwa albumu brzmiała "We Are the People" ale została zmieniona na "Walking on a Dream" po sukcesie singla o tej nazwie.

## Produkcja
Album był nagrywany i miksowany przez Petera Mayes'a w Soundworks Music Studio i Linear Recording Studios w Sydney.
Zgodnie ze stroną wytwórni materiał ilustracyjny płyty bazowany jest na motywach podchodzących z filmów Indiana Jones oraz Gwiezdne wojny.

## Lista utworów
1. „Standing on the Shore” – 4:23
2. „Walking on a Dream” – 3:16
3. „Half Mast” – 3:54
4. „We Are the People” – 4:27
5. „Delta Bay” – 3:12
6. „Country” – 5:04
7. „The World” – 4:36
8. „Swordfish Hotkiss Night” – 3:55
9. „Tiger by My Side” – 5:47
10. „Without You” – 5:00
11. „Breakdown” – 2:37 (iTunes bonus track)

### Dodatkowe utwory
1. „Breakdown” [dostępny przez iTunes] - 2:37

## Miejsca na listach przebojów
| Lista (2008)            | Pozycja |
| ----------------------- | ------- |
| Australia               | 6       |
| Nowa Zelandia           | 37      |
| Wielka Brytania         | 19      |
| Irlandia                | 17      |
| Szwajcaria              | 15      |
| Dania                   | 70      |
| Belgia                  | 33      |
| Francja                 | 60      |
| Austria                 | 71      |
| European Top 100 Albums | 62      |

## Certyfikacja
| Lista     | Certyfikacja | Sprzedaż |
| --------- | ------------ | -------- |
| Australia | Platyna      | 70,000   |